# カストロール
カストロール（Castrol）とは、自動車用エンジンオイル、オートバイ用オイル、船舶用潤滑油のBP（旧ブリティッシュペトロリアム）のブランド名。または、かつて同ブランドのオイルを製造していた会社名。名の由来は、かつて潤滑油として用いられていたヒマシ油（Castor Oil）からの造語である。
工業・産業分野でも潤滑油、切削油・研削油のトップブランドである。
グローバルではBPの潤滑油はBPブランドからカストロールブランドに集約されつつあり実質的にBPの潤滑油部門のブランドとなりつつある。
日本で販売されるCastrolブランドのエンジンオイルの多くは日本の石油会社、ブレンド工場でライセンス生産されたものであるが、一部輸入されている商品もある。ディスカウントストアで見受けられる樹脂ボトル入りのオイルは、並行輸入されたもので正規ルートの商品ではない。

## 歴史
1899年にイギリス・ロンドン市で創業したCCウェークフィールド社（CC Wakefield & Company）に起源。低温での流動性と高温にも耐えうる性能を持たせるにヒマシ油と鉱物油をブレンドしたオイルを作り、その製品名をカストロールとする。1919年、ジョン・オールコックとアーサー・ブラウンによる世界的の無着陸大西洋横断飛行のエンジン油に使われた。
1960年には社名よりも製品名が有名となっており社名をカストロール社（Castrol Ltd.）と変更した。イギリス王室御用達になったほか、化学合成油を配合した高性能エンジンオイルの製造やモータースポーツのスポンサーとして活動したことから世界的な知名度を得た。
1966年、バーマ石油（Burmah Oil）に買収されバーマ・カストロールとなる。
2000年にスーパーメジャー（国際石油資本会社）のBPアモコ（現・BP）に吸収されるも、オイルブランドとしてのカストロールは、その知名度の高さから、同じくBP傘下になったダッカムスブランドのオイルと共に並行して販売が続けられていた（ダッカムスブランドは2009年に廃止）。日本では、BPカストロール株式会社が販売を行っている。
2012年、アメリカ、オーストラリアに次いで日本でも液化チタン配合のエンジンオイルが販売された。

## モータースポーツ
現在まで多くのチームのスポンサーを行っている。トヨタのSUPER GTのカストロール・トムス・スープラやWRCのセリカ、カローラWRCの赤、白、緑のトリコロールがシンボルとなっていた。また、それ以外にもホンダのレーシングマシンにもカラーリングされることも多くSUPER GTのカストロール・無限・NSXやスーパーバイク世界選手権に参戦していたVTR1000 SPW、マン島TTレース、スーパーバイク世界選手権、鈴鹿8時間耐久ロードレースのRVFや全日本ロードレースのNSR250、RVF/RC45にも赤、白、緑のトリコロールになっていた。
ロードレース世界選手権のMotoGPクラスでは、ホンダサテライトのチーム・LCRの1台をスポンサード。2025年よりホンダワークスのメインスポンサーにも就任し、ホンダ・HRC・カストロールとして参戦している。
なお、イメージカラーのグリーンは、昔のイギリスのレーシングカーにおけるナショナルカラーに由来する。

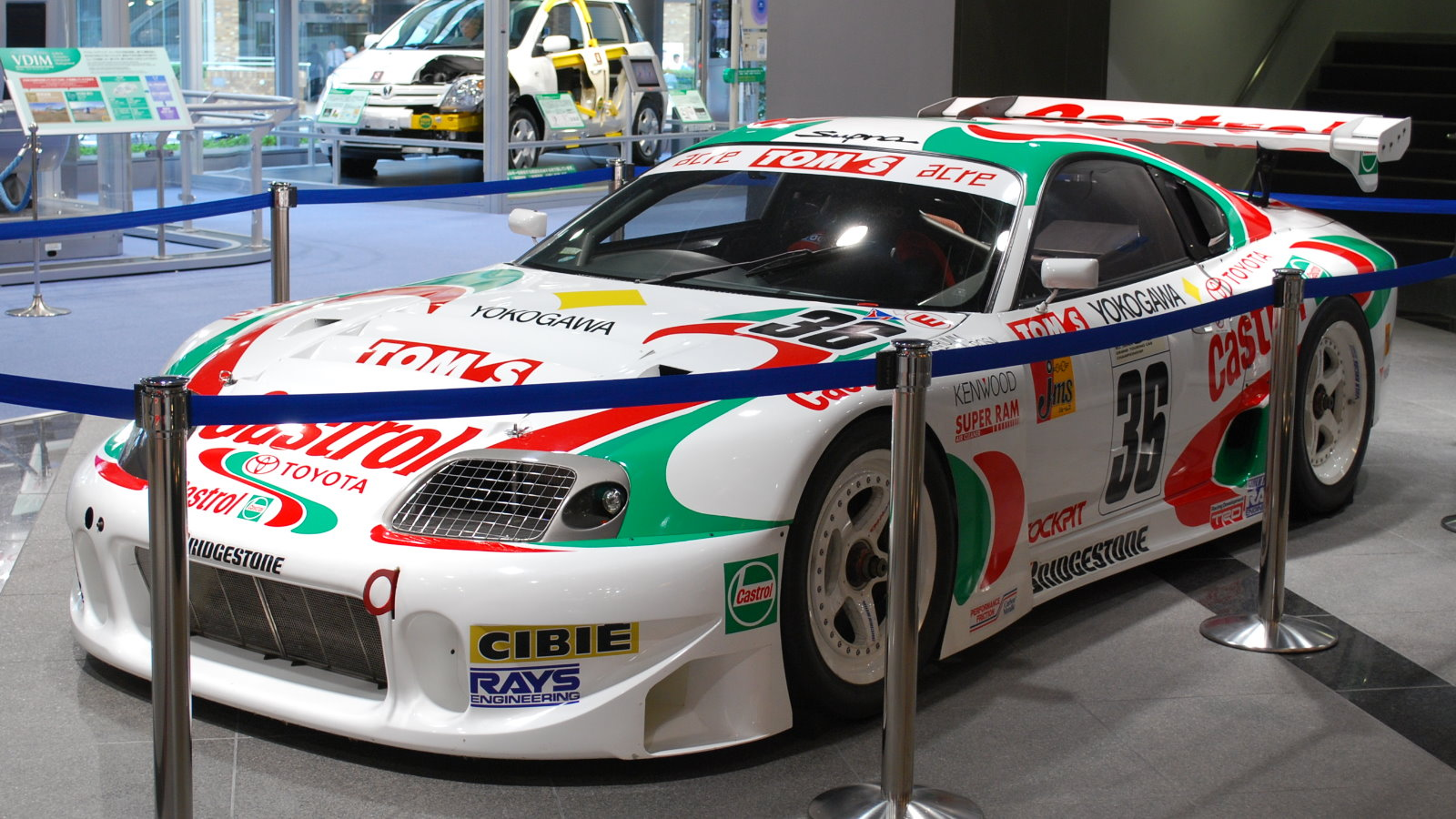
トヨタ・スープラ
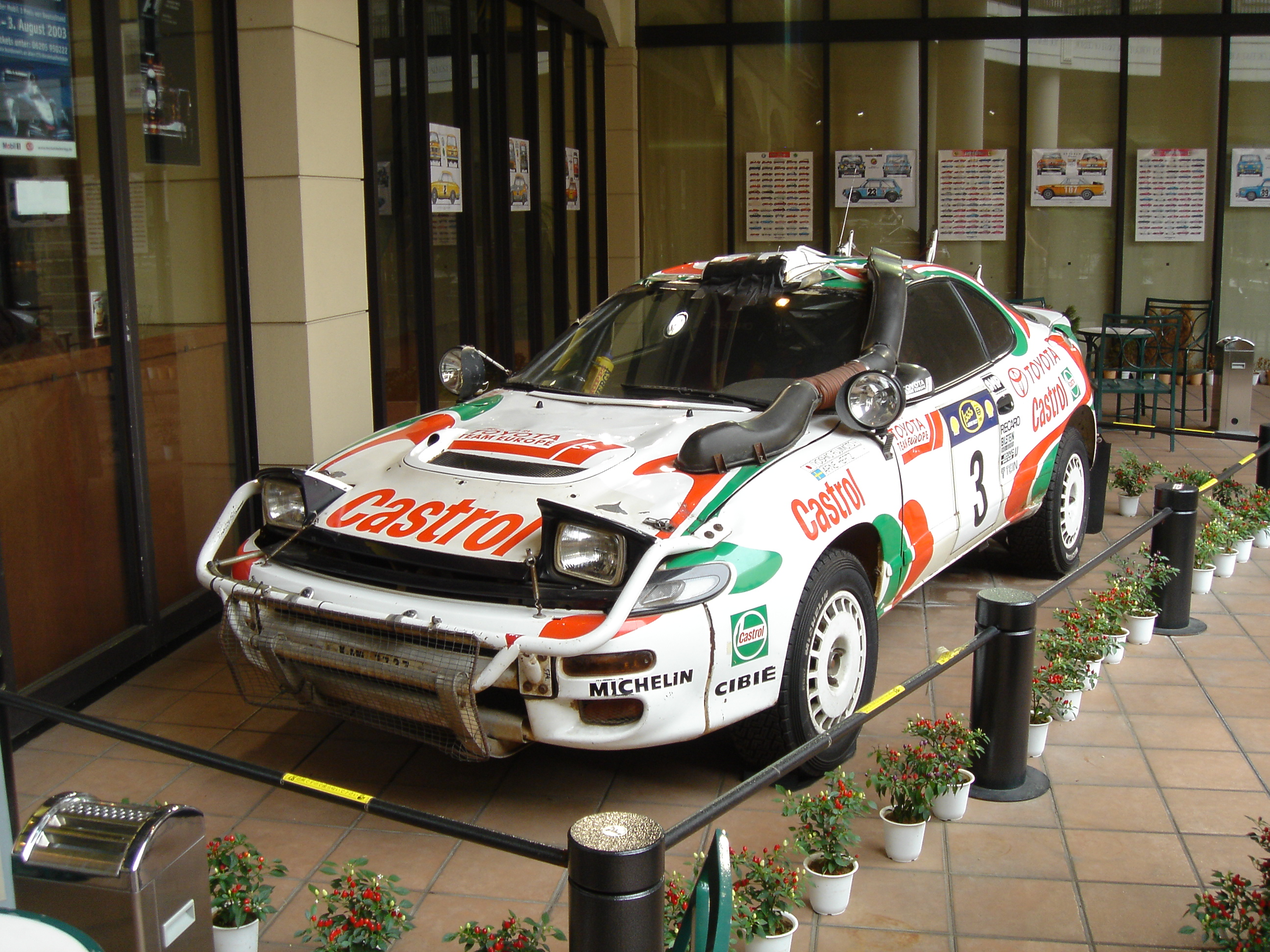
トヨタ・セリカ GT-Four
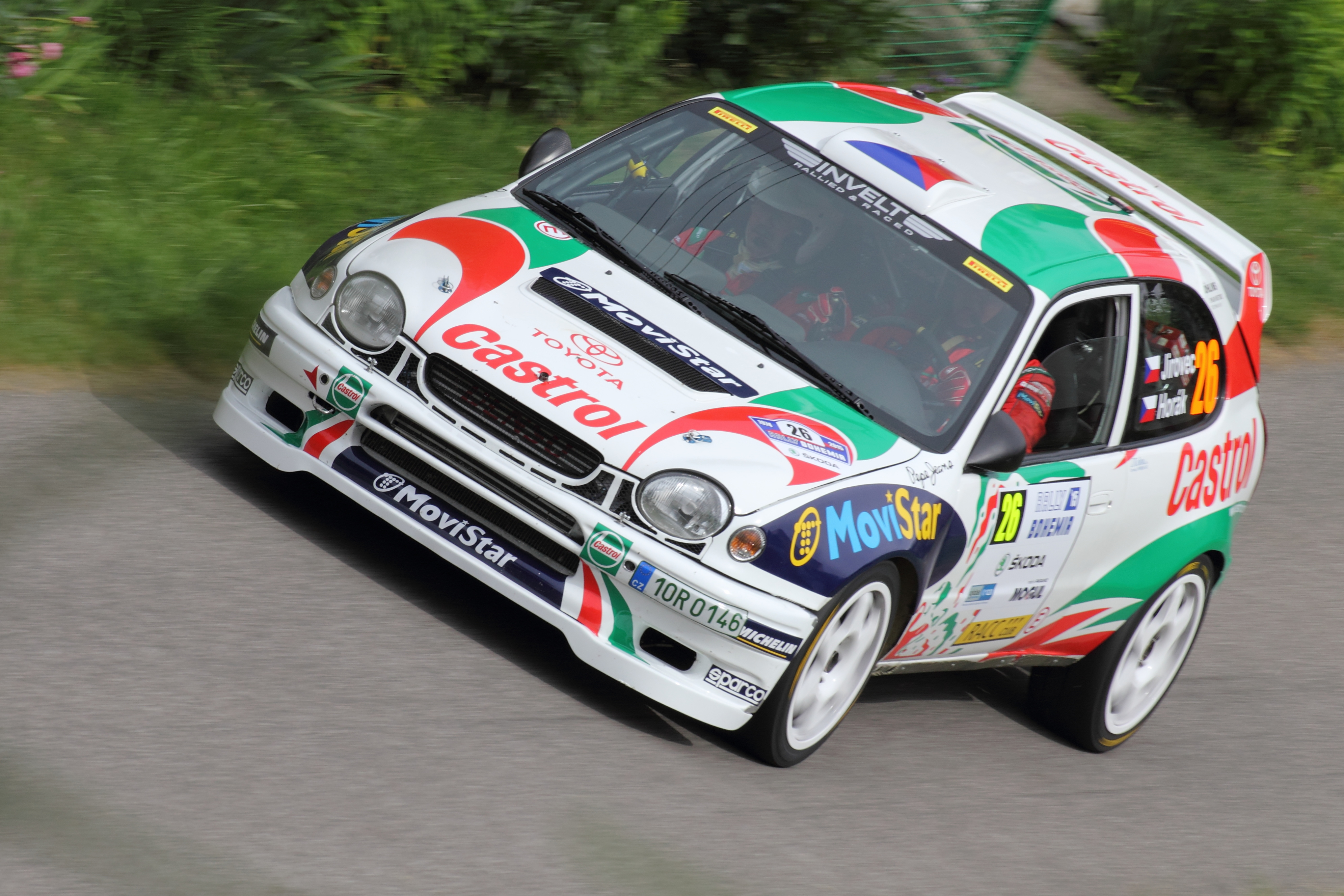
トヨタ・カローラ WRC
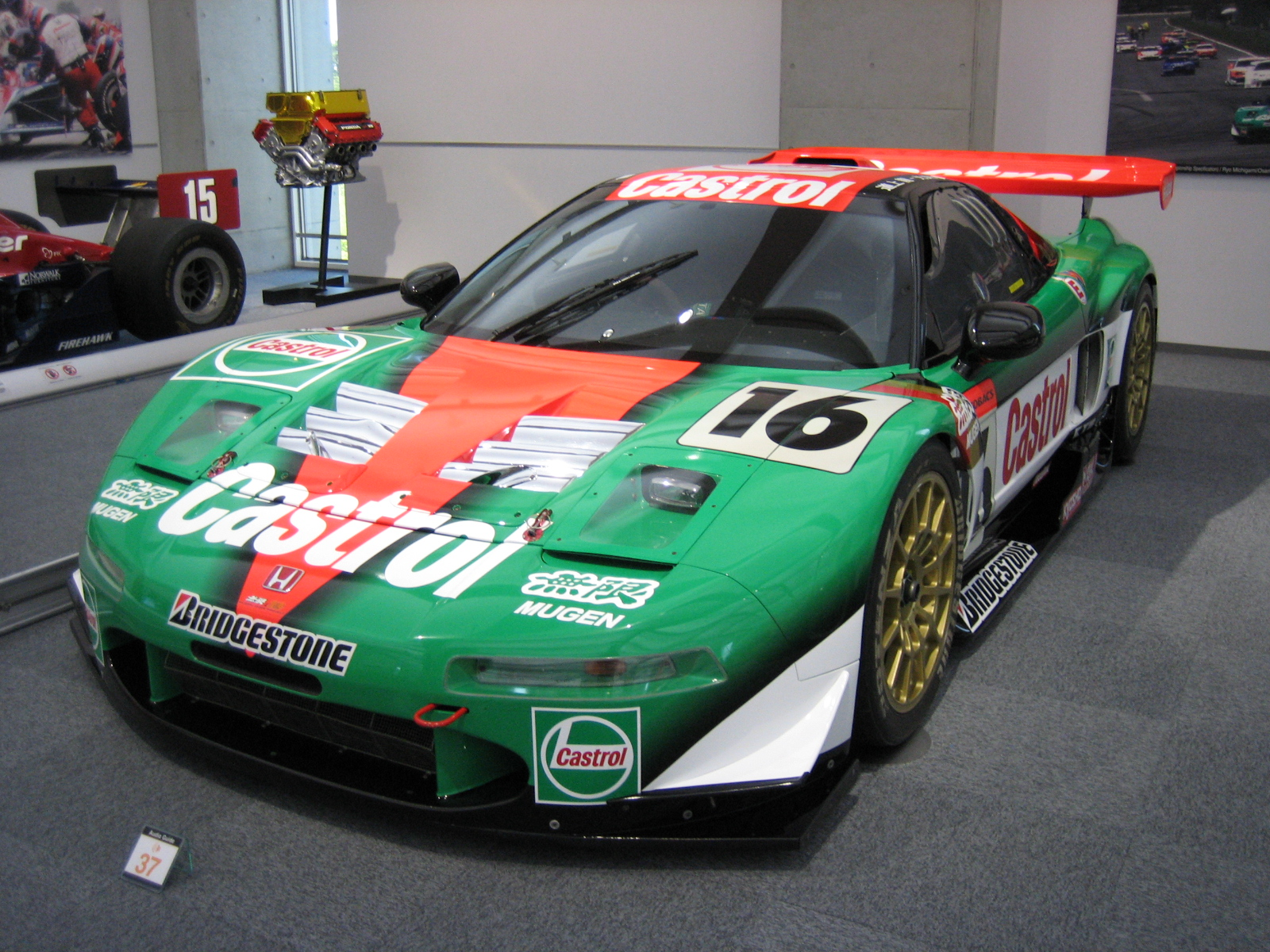
ホンダ・NSX GT
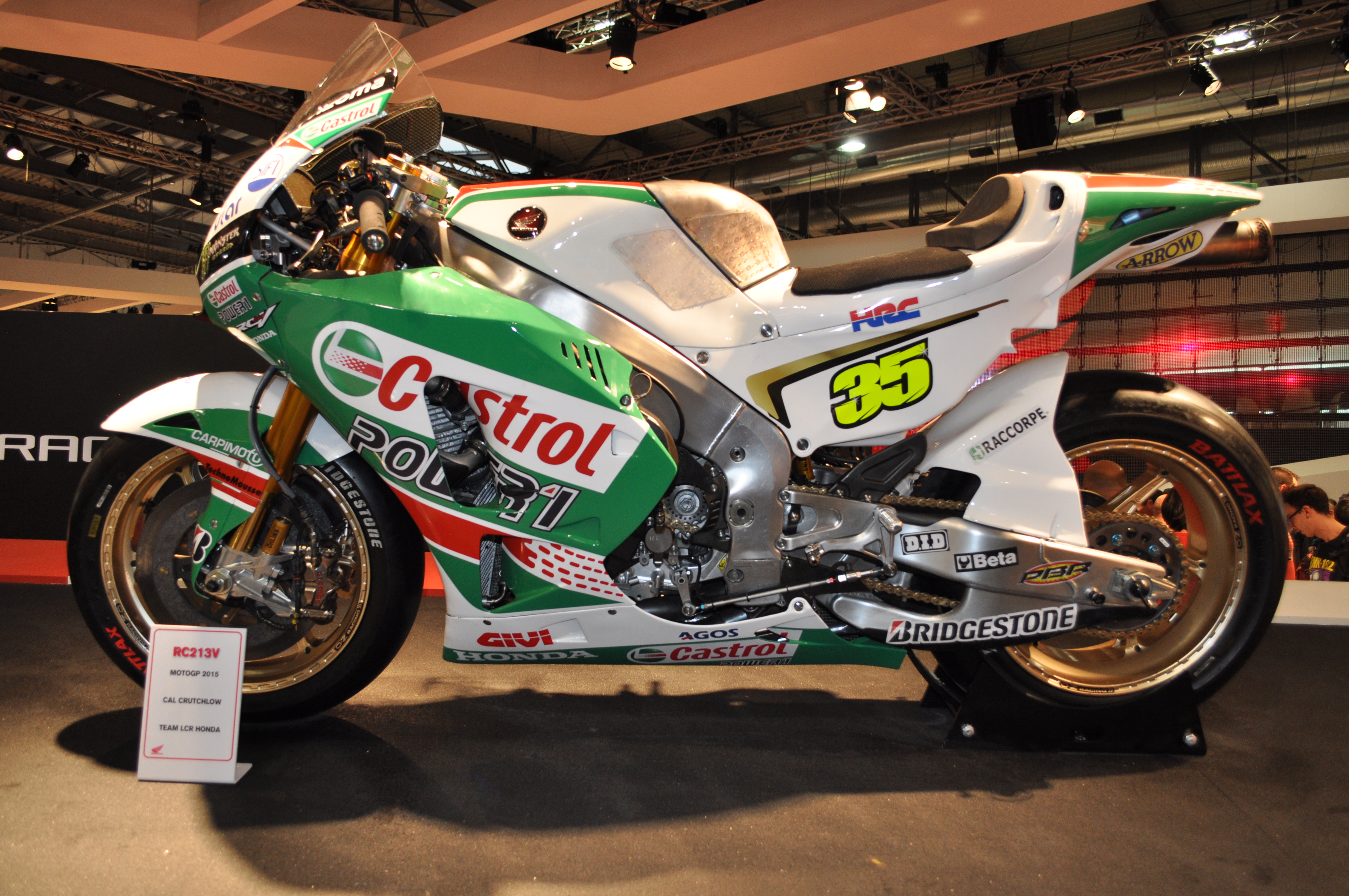
ホンダ・RC213V
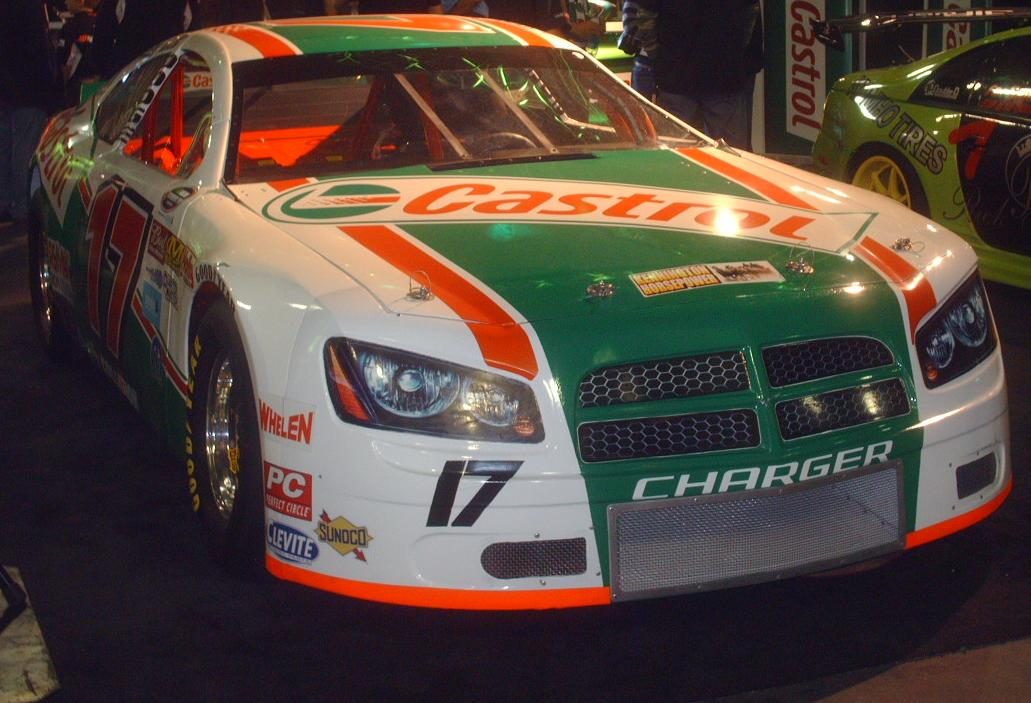
ダッジ・チャージャー
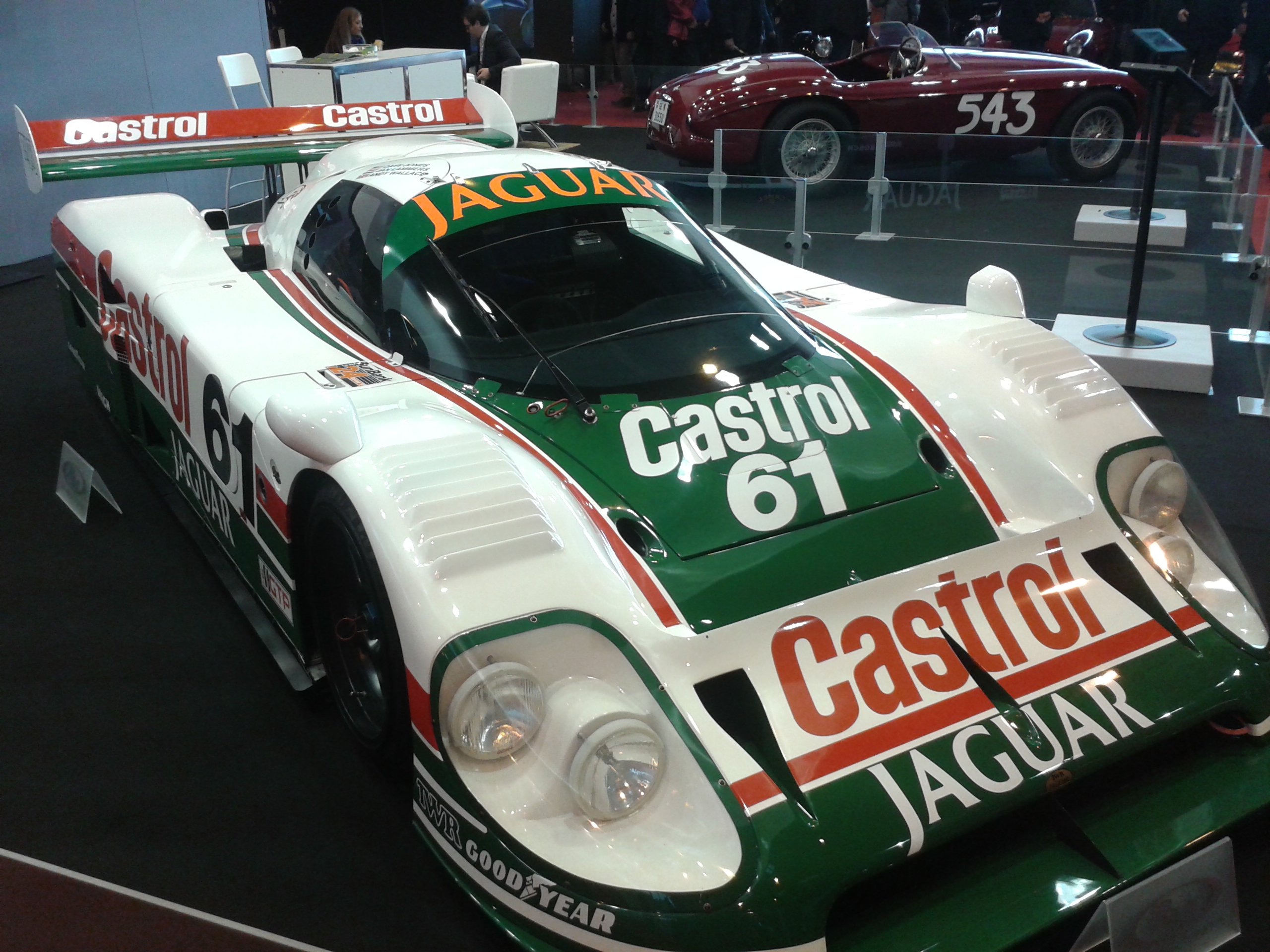
ジャガー・XJR-9
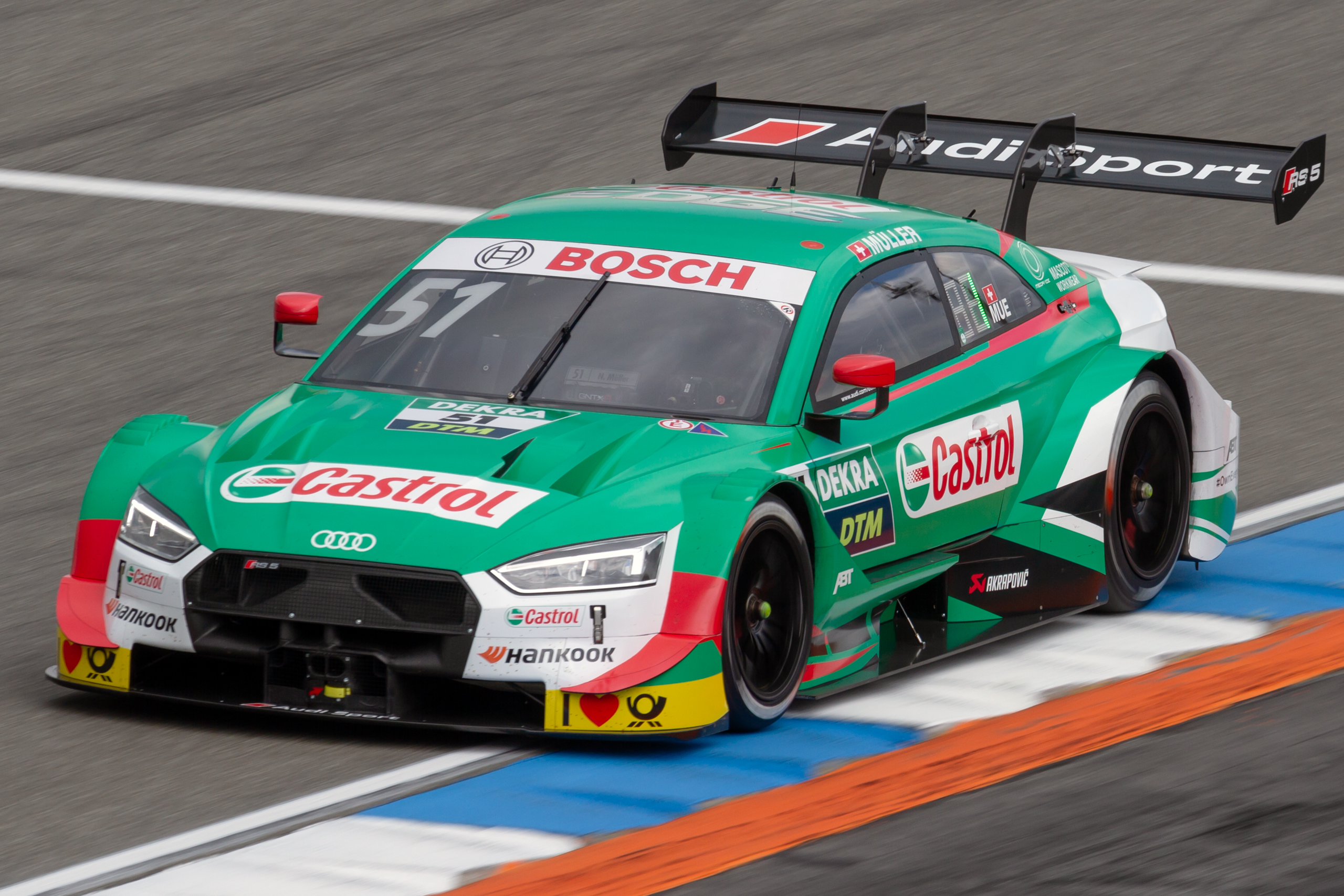
アウディ・RS5 Turbo DTM

## カストロールの香り
いわゆる「カストロールの香り」という言葉は1960年代から使われており、当時のカミナリ族が使用していたオートバイの大半が2ストロークエンジンで、スタイルがレース指向だったので、当時の植物性レーシングオイル「カストロールR30」を使用する者が多く、ひまし油ベースのこのオイルの強烈な甘い香りを称して「カストロールの香り」と言われる。後に当時の香りを懐かしんだファンのウケを狙って「カストロールスーパースポーツ」という廉価版2ストロークオイルも発売された。
上記R30はカストロール社創業時からの伝統をひきつぐ100パーセント植物性オイルで、2サイクル4サイクルどちらにも使え、エステルを多く含むために潤滑性能は現代の化学合成オイルをもってしてもひけをとらないほどの高性能であり、第一次世界大戦後の航空レース華やかりしころに全盛を極めた。ただし、極端に耐酸化性能が悪く寿命が短いため一般用には使えないが、その高性能から航空機レースや自動車、オートバイレースに限って使われていた。後の1980年代のバイクブーム時代には化学合成オイルと植物性オイルをつかった「A747」が発売され、「R30」の需要は落ちて行った。2010年代後半までには双方とも日本国内では絶版となっている。

## 化学合成油の概念が変った
USカストロールが、高度精製鉱物油（高度水素化分解された高粘度指数鉱物油　APIのベースオイル（基油）の分類でグループ3になる。例 VHVIなど）を用いた、＜Syntec＞というエンジンオイルを「化学合成油」として販売した。
これに対してモービル（現・エクソンモービル）は「化学合成油はPAO（ポリアルファオレフィン　グループ4）、もしくはエステル系（ポリオールエステル、ジエステルなど　グループ5）を意味し、グループ3ベースオイルを用いたモーターオイルは化学合成油でない」と主張し、アメリカの広告審議会（NAD）の審判を仰いだ。
評決はカストロールが勝訴し、グループ3も化学合成油として表示することが認められた。今では訴えたモービルの後身であるエクソンモービルをはじめ、多くのオイル会社がグループ3を用いたオイルを化学合成油（シンセティックオイル）として販売している。日本でも化学合成油の定義がないため、グループ3基油を用いたエンジンオイルは、会社によって「鉱物油」として売られたり、あるいは「化学合成油」で売られていたりして統一されておらず、消費者に混乱を与えている。
従来、日本で販売されていたカストロールの化学合成油 シントロンや、RSシリーズはある時期からエステルを省き、PAOベースに変更された。その後、高度精製鉱物油ベースのRSXブランドを「化学合成油」として販売開始し、その後継商品のEDGEシリーズとなった。基油の表記も「100%化学合成油」から「全合成油」に改めた。
なおシントロンとRSは二輪・四輪共用オイルであったが、現在シントロンの後継エッジから、二輪専用化学油パワー1シリーズが販売された。これは特定の摩擦調整剤の湿式クラッチへの影響を調べるJASO T903の分類テストの有無により四輪用と二輪用に製品を分割したためである。

## 輸入車用純正オイルの供給
日本のオイル市場では、自動車メーカーが補修用部品として販売する「純正オイル」というものが定着しているが、海外では市販されているオイルを自動車メーカーが認証する「アプルーバル制度」を採用している。日本の輸入車代理店は日本のマーケットに合わせて、カストロールに純正オイルのOEM供給を委ねている。
カストロールが供給する輸入車向け純正オイル。
＜BMWジャパン＞
- BMWLL01  　5W-30　＃9023 0144 450　（超精製油＋化学合成油）
- BMWLL01FE　0W-30　＃9023 0144 462　（化学合成油）
- BMWLL01　　　0W-40　＃9023　0144 321　（化学合成油）

＜VW・アウディジャパン＞
- VW504.00　　　5W-30（化学合成油）
- VW503.00　　　0W-30（化学合成油）
- VW503.01　　　0W-40（化学合成油）

ディーラー向けオイルとしてはACEA C3規格に対応したSLX Professional Powerflow 0W-30があったがSN規格への移行によりEDGE Professional C3 0W-30に切り替わっている。
国産車メーカーのディーラー専売モデルとしてはスバル純正SLX　5W-40、マツダディーラー専売のEDGE Professional MZ(旧・SLX Professional MZ)0W-30&5W-30がある。汎用的なディーラー向けオイルとしてプロスピリットシリーズがあったがSN規格化により名称はマグナテックプロフェッショナルとなっている。

## 国別のフォーミュレーション

### 日本国内
カストロールはイギリスの発祥であり、同社を吸収したbpもイギリスに本拠を置くが、製品工場は各地に分散し、仕向け地に応じた生産供給をしている。
ビーピーカストロールジャパンは日本には製造設備をもっていない。BPブランドは長らく日興産業（キーストン）が、カストロールブランドは富士興産（マッシモ）が生産してきた。なお富士興産は潤滑油製造事業から撤退したため現在では生産していない。BPカストロール株式会社の有価証券報告書 第29〜第31期（平成17年1月1日〜平成19年12月31日）では製造委託先としてBPブランドが日興産業、カストロールブランドが中外油化学工業とジャパンエナジーとなっているのが確認できる。なお有価証券報告書 第32期以降では製造委託契約の表記欄が無くなったため詳細については確認出来ないが
現在においても同様の国内潤滑油製造会社に製造を委託していると思われる（ジャパンエナジーは新日本石油と合併したためJX日鉱日石エネルギー（後にJXエネルギー）に、東燃ゼネラル石油とも合併しJXTGエネルギー（現在のENEOS）となっている）。
以前のカストロールの「シントロン」はオーストラリア製で、15W-50の粘度であった頃の「RS」は西ドイツ製（当時）であった。西ドイツ製時代の「RS」はエステルの比率が高く、4輪、2輪共にサーキットでの愛用者が多く、MOTUL 「300V」のライバル的な存在であった。その後「RS」は国内生産の10W-50となり、ホームセンターなどの激安商品となってしまう。
bpでは以前、「VISCO（ビスコ）2000」などの輸入車用に輸入オイルがあったが、bp「ユーロ&US」シリーズや、カストロールの「エッジ」で、自動車メーカーのアプルーバルの認証を得たため現在では輸入販売をしていない。

ドイツ仕様の「EDGE RS 0W-40」と、日本の「エッジ 0W-40」のアプルーバル規格の比較を下に示す。（2009年現在 API SM/CF ACEA 2008）
＜ドイツ仕様＞ EDGE RS 0W-40
- ACEA A3/B3/B4, C2, C3
- API SM/CF
- BMW Longlife-04
- MB-Freigabe 229.31/ 229.51
- Porsche: alle Fahrzeuge mit Ausnahme von Cayenne (V6)
- VW 502 00/503 01/505 00

＜日本仕様＞　エッジ 0W-40
- フォルクスワーゲン VW502 00 / 503 01 / 505 00
- メルセデスベンツ MB229.3
- BMW LL01
- ポルシェ RECOMMEND
- API:SM/CF SAE: 0W-40
- ACEA:A3/B3/B4

### アメリカ
カストロールではドイツ仕様が一番高品質に調合されていると言われ、アメリカではUS製カストロールより、ドイツ製を好むマニアも多い。
従来、アメリカにおけるカストロールの化学合成油は「SYNTEC」というグループ3ベース(一部除く)のものであったが、アメリカでも「SYNTEC」と並行して「EDGE」が販売され、後にSYNTECは「EDGE with SYNTEC Technology」という形でEDGEシリーズに組み込まれた。EDGEは金色のプラボトルだったがSYNTECおよびEDGEシリーズとなったSYNTECは黒ボトルであり、色違いのEDGEが販売されていた。現在ではSYNTECという名称はあまり強調されず、小さく記載があるのみとなったが現在も黒ボトルのEDGEと金ボトルのEDGE EXTENDED PERFORMANCEという2グレードのEDGEが販売されている。なおSYNTECはグループ3とされるが一部グレード（SYNTEC 0W-30など）ドイツ製となっており処方もヨーロッパ仕様でベースもPAOとなっていた。現在の黒ボトルEDGEにおいても一部グレードはドイツ製となっており裏面のラベルなどで確認が出来る。またアメリカにおける金ボトルのEDGEは投入当初よりILSAC規格ベースの低粘度な省燃費グレードのみの設定となっており、世界的なEDGEのラインナップとは状況がやや異なる。アメリカでの「EDGE」のキャッチコピーは、「Wear Protection Than MOBIL 1（モービル1より摩耗から守る）」である。